# 리얼미
리얼미(realme, 중국어: 真我)는 중국 선전시에 위치한 제조사이다. 오포의 부사장이었던 리빙중(스카이 리)에 의해 2018년 5월 4일 설립되었다. 처음에는 오포의 하위 브랜드로 시작되었다가 끝내 자체 브랜드가 되었다. 리얼미는 2021년 3분기에 831% 성장률을 보일 정도로 가장 빠른 속도로 성장하는 5G 스마트폰이 되었다.
스마트폰, 태블릿 컴퓨터, 이어폰, 충전기, 리얼미 UI, 폰 케이스, AIoT 제품, 가방, 스마트 TV, 스마트 워치, 스마트 밴드를 취급한다.

## 같이 보기
- 오포 일렉트로닉스
- 원플러스